# Hypolimnas divona
Hypolimnas divona är en fjärilsart som beskrevs av William Chapman Hewitson 1861. Hypolimnas divona ingår i släktet Hypolimnas och familjen praktfjärilar. Inga underarter finns listade i Catalogue of Life.